# Нижньо-Волзький край
Нижньо-Волзький край (рос. Нижне-Волжский край) — адміністративна одиниця РРФСР, що існувала 21 травня 1928 — 10 січня 1934 року (21.05.1928 — 11.06.1928 під назвою Нижньо-Волзька область).

## Історія
21 травня 1928 року з Астраханської, Саратовської, Царицинської губерній, Калмицької автономної області і частини Пугачевського повіту Самарської губернії була створена Нижньо-Волзька область.
11 червня 1928 року область була перейменована на Нижньо-Волзький край. Адміністративним центром краю в 1928 — 1932 роках був Саратов, в 1932 — 1934 - Сталінград.
28 червня 1928 року до складу Нижньо-Волзького краю включена АРСР Німців Поволжя.
23 липня 1928 постановою ВЦВК затверджена адміністративно-територіальна структура, що включала до свого складу 8 округів, 76 районів (без урахування районів АРСР Німців Поволжя, Калмицької автономної області) і чотирьох міст, безпосередньо підпорядкованих крайвиконкому: Саратова, Сталінграда, Вольська і Астрахані.
Постановою ЦВК і РНК СРСР від 23 липня 1930 року округи були скасовані на всій території СРСР - край став ділитися на райони.
1 квітня 1932 ВЦВК ухвалив «приєднати до Нижньо-Волзького краю Ягідно-Полянський район в існуючих межах до складу АРСР Німців Поволжя».
10 січня 1934 року Нижньо-Волзький край був розділений на Саратовський і Сталінградський краї.